# Naft Teheran
Naft Teheran (pers. باشگاه فوتبال نفت نوین تهران) – irański klub piłkarski, grający w Azadegan League, mający siedzibę w mieście Teheran.

## Historia
Klub został założony w 1950 roku. W sezonie 2005/2006 klub po raz pierwszy awansował do League 2, czyli na trzeci poziom rozgrywkowy. Z kolei w sezonie 2008/2009 dzięki wygraniu League 2, wywalczył awans do Azadegan League (drugi poziom rozgrywkowy). W sezonie 2009/2010 awansował do Iran Pro League. W sezonie 2013/2014 Naft zajął 3. miejsce w irańskiej ekstraklasie, najwyższe w historii klubu. Sukces ten powtórzył w sezonie 2014/2015. Dzięki historycznemu 3. miejscu w 2014 roku klub wystąpił w 2015 roku rozgrywkach Ligi Mistrzów. Dotarł w niej do ćwierćfinału, z którego odpadł po dwumeczu z Al-Ahli Dubaj ze Zjednoczonych Emiratów Arabskich (0:1, 1:2). W 2017 roku Naft zdobył Hafzi Cup, dzięki zwycięstwu 1:0 w finale z Teraktorem Sazi Tebriz. W sezonie 2017/2018 Naft spadł do Azadegan League.

## Sukcesy
- Iran Pro League
  - 3. miejsce (2): 2013/2014, 2014/2015
- Hazfi Cup
  - zwycięstwo (1): 2017
  - finał (1): 2015
- Superpuchar Iranu
  - finał (1): 2017
- Azadegan League
  - mistrzostwo (1): 2009/2010
- League 2
  - mistrzostwo (1): 2008/2009

## Stadion
Domowe mecze klub rozgrywa na stadionie o nazwie Tachti, leżącym w mieście Teheran. Stadion może pomieścić 30122 widzów.

## Azjatyckie puchary
Legenda do wszystkich tabel:
- Q – runda eliminacyjna, 1/16, 1/8, 1/4, 1/2 – odpowiednia faza rozgrywek, Grupa – runda grupowa, 1r gr – pierwsza runda grupowa, 2r gr – druga runda grupowa, F – finał, R – runda, PO – play-off
- k. – rzuty karne, los. – losowanie, Dogr. – dogrywka, w. – zasada bramek strzelonych na wyjeździe

| 2015 | Liga Mistrzów | PO    | El Jaish SC       | 1-0 |     |            |
| 2015 | Liga Mistrzów | Gr. B | Paxtakor Taszkent | 1-1 | 1-2 | 2. miejsce |
| 2015 | Liga Mistrzów | Gr. B | Al-Ain FC         | 1-1 | 0-3 |            |
| 2015 | Liga Mistrzów | Gr. B | Asz-Szabab Rijad  | 2-1 | 3-0 |            |
| 2015 | Liga Mistrzów | 1/8   | Al-Ahli Dżudda    | 1-0 | 1-2 | 2-2, w.    |
| 2015 | Liga Mistrzów | 1/4   | Al-Ahli Dubaj     | 0-1 | 1-2 | 1-3        |
| 2016 | Liga Mistrzów | PO    | El Jaish SC       | 0-2 |     |            |

## Skład na sezon 2017/2018
| Nr | Poz. | Piłkarz                |
| -- | ---- | ---------------------- |
| 2  | OB   | Ahmad Al-e Name        |
| 5  | OB   | Jahanbakhsh Zabihi     |
| 7  | PO   | Ahmad Amir Kamdar      |
| 8  | OB   | Mohsen Bengar          |
| 11 | NA   | Amin Manouchehri       |
| 15 | PO   | Saman Aghazamani       |
| 16 | OB   | Haszem Bejkzade        |
| 22 | PO   | Milad Souri            |
| 23 | PO   | Amirhossein Feshangchi |
| 24 | PO   | Pouria Amini           |
| 26 | OB   | Nader Hooshyar         |

| Nr | Poz. | Piłkarz                 |
| -- | ---- | ----------------------- |
| 27 | PO   | Hossein Hosseini        |
| 28 | PO   | Amir Hossein Yahyazadeh |
| 45 | OB   | Akbar Rezaei            |
| 63 | BR   | Amir Hossein Bayat      |
| 66 | OB   | Hossein Jafari          |
| 80 | NA   | Hamid Khodabandelou     |
| 87 | PO   | Milad Ahmadi            |
| 88 | PO   | Farshad Hashemi         |
| 99 | PO   | Arash Shahamati         |
|    | PO   | Komeyl Mohammadi        |
|    | NA   | Ali Mir Kharrat         |